# Мужская сборная Уругвая по хоккею на траве
Мужская сборная Уругвая по хоккею на траве (англ. Uruguay men's national field hockey team) — мужская сборная по хоккею на траве, представляющая Уругвай на международной арене. Управляющим органом сборной выступает Федерация хоккея на траве Уругвая (исп. Federacion Uruguaya de Hockey sobre Cesped, англ. Uruguay Hockey Federation).
Сборная занимает (по состоянию на 6 июля 2015) 44-е место в рейтинге Международной федерации хоккея на траве (FIH).

## Результаты выступлений

### Панамериканский чемпионат
- 2000 — не участвовали
- 2004 — 9-е место
- 2009 — 8-е место
- 2013 — 8-е место
- 2017 — не квалифицированы

### Чемпионат Южной Америки
- 2003 — 4-е место
- 2006 — 4-е место
- 2008 —
- 2010 —
- 2013 — 5-е место[2]